# Stazione di Candoglia-Ornavasso
La stazione di Candoglia-Ornavasso era una fermata ferroviaria posta sulla linea Domodossola-Milano. Serve il centro abitato di Candoglia, frazione del comune di Mergozzo, e la limitrofa Ornavasso.

## Storia
La fermata di Candoglia-Ornavasso venne attivata il 1º luglio 1922.
Venne soppressa con il cambio orario del 14 dicembre 2014.

## Strutture e impianti
Il piazzale è composto da due binari, entrambi impiegati dai treni provenienti dalla direzione Milano oppure da Domodossola, è presente il fabbricato viaggiatori con gli ingressi murati per evitare azioni vandaliche.

## Movimento
La fermata era servita, fino alla sua soppressione, dai regionali di Trenord nell'ambito del contratto stipulato con le regioni Piemonte e Lombardia.

## Servizi
È gestita da Rete Ferroviaria Italiana che ai fini commerciali classificava quando in uso l'impianto in categoria Bronze